# Agabus melanarius
Agabus melanarius es una especie de escarabajo del género Agabus, familia Dytiscidae. Fue descrita científicamente por Aubé en 1837.

## Distribución geográfica
Es una especie de escarabajo endémica de Europa, donde solo se encuentra en Austria, Bélgica, Bosnia y Herzegovina, Gran Bretaña, Bulgaria, República Checa, Dinamarca continental, Estonia, Finlandia, Francia continental, Alemania, Hungría, Italia continental, Kaliningrado, Lituania, Luxemburgo, Noruega continental, Polonia, Rusia excepto en el este, Cerdeña, Eslovaquia, Suecia, Suiza, Países Bajos, Ucrania y Yugoslavia.